# Jan Błażejewski
Jan Błażejewski (ur. 22 stycznia?/4 lutego 1904 w Winnicy, zm. 16 grudnia 1942) – kapitan pilot Polskich Sił Powietrznych w Wielkiej Brytanii, kawaler Krzyża Srebrnego Orderu Wojennego Virtuti Militari.

## Życiorys
15 sierpnia 1933, po ukończeniu Szkoły Podchorążych Lotnictwa w Dęblinie (VII promocja, 10 lokata), mianowany podporucznikiem obserwatorem i przydzielony został do 6 pułku lotniczego. W okresie od 17 maja do 6 października 1934 pozostawał na przydziale Centrum Wyszkolenia Oficerów Lotnictwa. W Eskadrze Szkolnej Pilotażu w Sadkowie ukończył kurs pilotażu. Na stopień porucznika został mianowany ze starszeństwem z 1 stycznia 1936 w korpusie oficerów aeronautyki (od 1937 korpus oficerów lotnictwa, grupa liniowa). W marcu 1939 był instruktorem w Obozie Szybowcowym w Ustianowej.
Brał udział w wojnie obronnej Polski. Po 17 września ewakuował się poprzez Rumunię i Francję do Wielkiej Brytanii.
Wstąpił do RAF, otrzymał numer służbowy P-0004. Służył jako pilot w 304 dywizjonie bombowym „Ziemi Śląskiej im. Ks. Józefa Poniatowskiego”. Dnia 16 grudnia 1942 załoga w składzie kpt. pil. Jan Błażejewski, por. pil. Marian Szczodrowski, ppor. naw. Jan Kołmacz, sierż. rtg. Bogusław Gołąbek, sierż. strz. Kazimierz Suwalski, sierż. strz. Hubert Rutkowski wystartowała z lotniska dywizjonu w Lindholme do nalotu na doki w Ostendzie. Wkrótce po starcie pilotowany przez dowódcę Jana Błażejewskiego Vickers Wellington z nieznanych przyczyn spadł do morza. Wszyscy lotnicy zginęli. Został pochowany na cmentarzu komunalnym w Dunkierce (działka 2, rząd 3, grób 2).

## Ordery i odznaczenia
- Krzyż Srebrny Orderu Wojennego Virtuti Militari (pośmiertnie)
- Krzyż Walecznych – czterokrotnie
- Medal Lotniczy
- Brązowy Krzyż Zasługi (15 października 1937)[6][3]
- Distinguished Flying Cross (Wielka Brytania)[7]